# 黄背栎
黄背栎（学名：Quercus pannosa）为壳斗科栎属的植物，为中国的特有植物。分布于中国大陆的贵州、云南、四川等地，生长于海拔2,500米至3,900米的地区，多生在山坡栎林和松栎林中，目前尚未由人工引种栽培。